# التگنینبرگ
التگنینبرگ (به آلمانی: Althegnenberg) یک شهر در آلمان است که در بایرن واقع شده‌است.

## خصوصیات
التگنینبرگ ۱۶٫۰۹ کیلومترمربع مساحت دارد ۵۳۶ متر بالاتر از سطح دریا واقع شده‌است.